# Куракин, Владимир Павлович
Влади́мир Па́влович Кура́кин (6 февраля 1955, Братск, Иркутская область) — советский и российский дартсмен. Чемпион Европы, четырёхкратный чемпион России, капитан сборной России. Участник Кубка мира WDF. Считается одним из сильнейших игроков в истории российского дартса.

## Биография
В молодости занимался лыжными гонками, греко-римской борьбой, лёгкой атлетикой и плаванием. В 35 лет увлёкся дартсом. Был призёром последнего Кубка СССР по дартсу, прошедшего в ноябре 1991 года.
По количеству участий в чемпионатах России занимает одно из первых мест (20 раз). При этом в личном зачёте Куракин ни разу не становился чемпионом: его лучший результат — второе место в 2005 году. Свои чемпионские титулы он завоевал в парном зачёте и в миксте.
Трижды принимал участие в турнире Winmau World Masters — одном из самых престижных в системе BDO. Лучший результат — 1/64 финала в 2005 году. Также два раза принимал участие в Кубке мира WDF.
На одном из турниров Куракин закрыл лег за девять дротиков.

## Личная жизнь
Женат, две дочери, две внучки. Вся семья занимается спортом.

## Достижения

#### Личные
- Чемпион Европы (1998)
- Призёр Кубка СССР (1991)
- Вице-чемпион России (2005)
- Бронзовый призёр чемпионата России (1999, 2003)

#### Парные
- Чемпион России (1996, 2002)

#### Микст
- Чемпион России (2001, 2002)